# Donald William Cody
Pour les articles homonymes, voir Cody.
Donald William Cody (né le 28 mars 1936) est un homme d'affaires et un homme politique provincial et municipal canadien de la Saskatchewan. Il représente les circonscriptions de Watrous et de Kinistino à titre de député du Nouveau Parti démocratique de la Saskatchewan de 1971 à 1982. Au niveau municipal, il sert entre autres comme maire de Prince Albert de 1994 à 2003.

## Biographie
Né à Pilger (en) en Saskatchewan, il est le fils d'Edward Cody et de Rosella Wirtz. Cody étudie à Pilger où il devient ensuite opérateur de télégraphe pour le Canadien Pacifique. En 1961, il marie Joan Eileen Germsheid. De 1963 à 1967, il travaille comme enquêteur d'assurances pour la Saskatchewan Government Insurance (en) (SGI). Par la suite, il devient superviseur du bureau des réclamations de la Co-op Insurance Service Ltd..

## Carrière politique

### Politique provinciale
Élu député de Watrous en 1971, il échoue à se faire réélire dans Qu'Appelle en 1975. Il revient siéger à l'Assemblée législative en 1978 à titre de député de Kinistino.
Durant ce mandat, il entre au cabinet du premier ministre Allan Blakeney et occupe les postes de ministre du Développement coopératif et des Coopératives, ainsi que ministre des Télécommunications. Il échoue à se faire réélire en 1982.

### Politique municipale
Après cette deuxième défaite, Cody aménage à Prince Albert où il devient propriétaire de la Buns Master Bakery. Élu maire de Prince Albert en 1994, il occupe cette fonction jusqu'en 2003. Durant cette période, il sert également comme président du conseil de la SIG.
Arrêté pour des allégations de conduite en état d'ivresse à son domicile le 26 mars 2003. Les charges ne sont pas immédiatement retenues contre lui par la police, ce qui conduit finalement à des accusations de dissimulation. Pendant le procès, il est révélé que Cody a été arrêté par deux policiers qui l'on amené au poste pour prélever un échantillon d'haleine. Néanmoins, cet échantillon n'a jamais été prélevé et les deux agents ont plutôt reconduit Cody au domicile du chef de police de l'époque.
Les charges contre Cody n'apparurent que lorsque la police de Regina a été appelée pour enquêter sur le dossier. Durant le procès, Cody admet avoir consommé de l'alcool la journée de l'incident, mais jamais au point d'être en état d'ébriété. Le chef de police et les deux agents sont immédiatement suspendus lorsque l'histoire est devenue publique.
Quittant le poste de maire en octobre 2003, il siège actuellement en tant qu'échevin au conseil municipal dans le district #4 [2020].